# Posidonia denhartogii
Posidonia denhartogii är en enhjärtbladig växtart som beskrevs av J.Kuo och Cambridge. Posidonia denhartogii ingår i släktet Posidonia och familjen Posidoniaceae. IUCN kategoriserar arten globalt som livskraftig. Inga underarter finns listade.